# Vladímir Serov
Vladímir Georgievich Serov (en ruso: Влади́мир Гео́ргиевич Серо́в; Kurgáninsk, RSFS de Rusia; 19 de julio de 1922 - Istmo  de Carelia, Unión Soviética; 26 de junio de 1944) fue un as de la aviación soviético y subcomandante de escuadrón en el 159.º Regimiento de Aviación de Cazas durante la Segunda Guerra Mundial, a quien se le atribuyen treinta y nueve victorias aéreas en solitario y seis compartidas.

## Biografía

### Infancia y juventud
Vladímir Serov nació el 19 de julio de 1922 en el seno de una familia de campesinos rusos en la localidad de Kurgáninsk en el óblast de Kubán-Mar Negro en la RSFS de Rusia (la Unión Soviética no se constituyó formalmente hasta finales de 1922). Después de completar su octavo grado en escuela local, se entrenó en un club de vuelo y trabajó como personal de mantenimiento antes de ingresar en el Ejército Rojo en 1941. Ese mismo año se graduó en la Escuela de Pilotos de Aviación Militar de Krasnodar.

### Segunda Guerra Mundial
En abril de 1942 fue enviado al frente de guerra integrado en las filas del 159.º Regimiento de Aviación de Cazas, y el 30 de agosto de ese mismo año obtuvo su primera victoria aérea: el derribo compartido de un caza alemán Bf 109. Sin embargo, no fue hasta noviembre que obtuvo su primera victoria en solitario, cuando derribó otro Bf 109. Apenas dos días después obtuvo otro derribo, que resultó ser su última victoria aérea a los mandos de un caza de fabricación estadounidense Curtiss P-40 Warhawk. Finalmente, en mayo del año siguiente, registró su primera victoria a los mandos del nuevo caza soviético La-5 y, a partir de ese momento, aumentó rápidamente su cuenta, a menudo obteniendo dos derribos en un mismo día; a lo largo de la batalla de Leningrado participó en intensas batallas aéreas, especialmente a principios de 1944.
En abril de 1944 fue nominado para el título de Héroe de la Unión Soviética por completar 203 salidas de combate, participar en 53 combates aéreos (dogfight) y contar con veinte victorias aéreas en solitario más seis compartidas. Sin embargo, recibió el título póstumamente en agosto después de que aumentara rápidamente su cuenta durante los intensos combates aéreos que se desarrollaron durante la ofensiva de Víborg-Petrozavodsk. Los relatos de su último vuelo difieren: algunas fuentes afirman que derribó dos aviones enemigos antes de embestir fatalmente a otro, pero esas afirmaciones no se reflejan en su recuento oficial, que indica el derribo de un Bf 109 el 26 de junio de 1944 poco antes de que muriera en acción.
A pesar de llegar al frente de guerra como un piloto ordinario con el rango de sargento y participar en el conflicto durante apenas dos años antes de morir en combate, rápidamente ascendió de rango al puesto de subcomandante de escuadrón y al rango de teniente primero; su cuenta final acumulada a lo largo de aproximadamente 300 salidas de combate y 104 combates aéreos se sitúa oficialmente en treinta y nueve victorias en solitario y seis compartidas, que incluyen aviones alemanes y finlandeses Bf 109, Bf 110, Ju 87, Ju 88, He 111 y FW 190.

## Condecoraciones
A lo largo de su carrera militar, Vladímir Serov recibió las siguientes condecoraciones
|  | Héroe de la Unión Soviética (póstumamente; 2 de agosto de 1944)              |
|  | Orden de Lenin (póstumamente; 2 de agosto de 1944)                           |
|  | Orden de la Bandera Roja, dos veces (2 de mayo de 1943 y 5 de abril de 1944) |
|  | Orden de Alejandro Nevski (17 de junio de 1944)                              |
|  | Orden de la Guerra Patria de 1.er grado (26 de julio de 1943)                |
|  | Medalla por la Defensa de Leningrado (1942)                                  |